# Carex complanata
Carex complanata là một loài thực vật có hoa trong họ Cói. Loài này được Torr. & Hook. mô tả khoa học đầu tiên năm 1836.